# Bol'shesoldatsky (huyện)
Huyện Bol'shesoldatsky (tiếng Nga: ? райо́н) là một huyện hành chính tự quản (raion), của Tỉnh Kursk, Nga. Huyện có diện tích 770 kilômét vuông. Trung tâm của huyện đóng ở Bolshoe Soldatskoe.